# Bocaiuva (tiểu vùng)
Bocaiuva là một tiểu vùng thuộc bang Minas Gerais, Brasil. Tiều vùng này có diện tích 7896 km², dân số năm 2007 là 63053 người.